# Концентрационный лагерь
Концентрацио́нный ла́герь (концла́герь) — специально оборудованный центр массового принудительного заключения и содержания следующих категорий граждан различных стран:
- военнопленных и интернированных во время войны[1];
- политических заключённых при некоторых диктаторских режимах, во внесудебном порядке;
- лиц, лишённых свободы по национальному, религиозному, расовому, идеологическому или иному подобному признаку;
- заложников, обычно во время гражданских войн или оккупации;
- предназначенных к ликвидации в лагерях смерти в нацистской Германии во время Второй мировой войны.

Первоначально термин использовался в основном в отношении лагерей для военнопленных и интернированных лиц, но в настоящее время он, как правило, соотносится в первую очередь с концентрационными лагерями нацистской Германии (в том числе лагерями смерти) и потому стал пониматься как обозначение места массового заключения с крайне жестокими условиями содержания.

## Происхождение термина

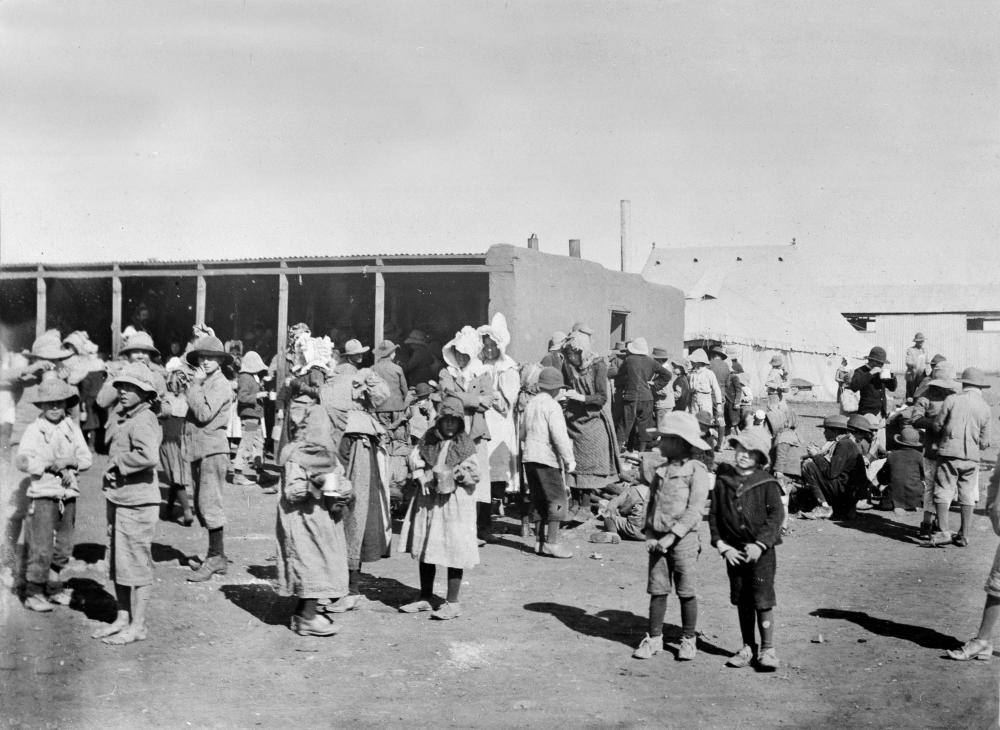
Буры в британском концлагере.

Словосочетание «концентрационный лагерь» восходит к испанским исп. campos de concentración, в которых в 1895 году во время войны за независимость Кубы испанцы интернировали мирное население. Слово стало популярным во время англо-бурской войны в 1899—1902 годах из-за английских лагерей для гражданского бурского населения. Тогда же термин обрёл современное отрицательное значение в связи с ужасными условиями в этих лагерях, приведших к массовым смертям среди интернированных буров. В связи с гражданскими войнами и появлением тоталитарных режимов после 1918 года как сами лагеря, так и термин стали массовыми, распространившись с целью подавления оппонентов, в том числе и потенциальных, даже в мирное время.

## История

### Первые лагеря: британская Южная Африка, Намибия

#### Концлагеря времён англо-бурской войны

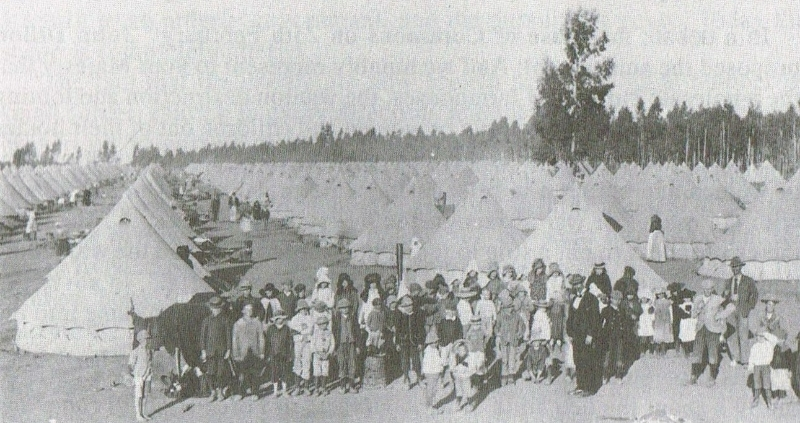
Концентрационный лагерь в Южной Африке

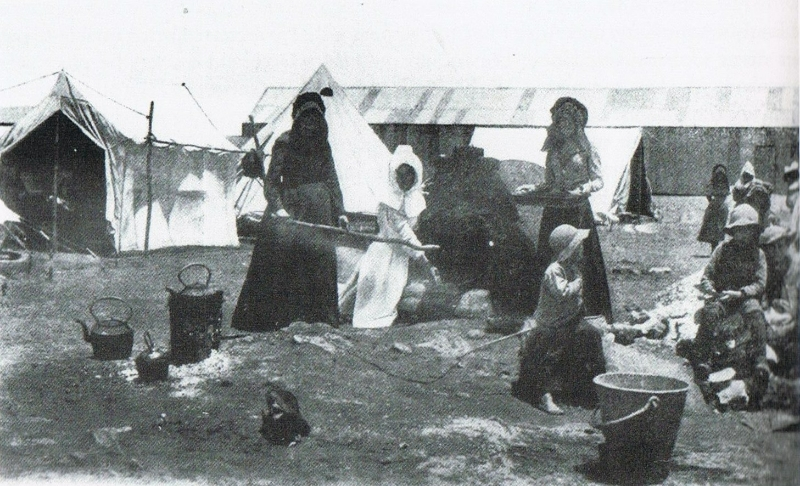
Бытовая сцена в английском концлагере

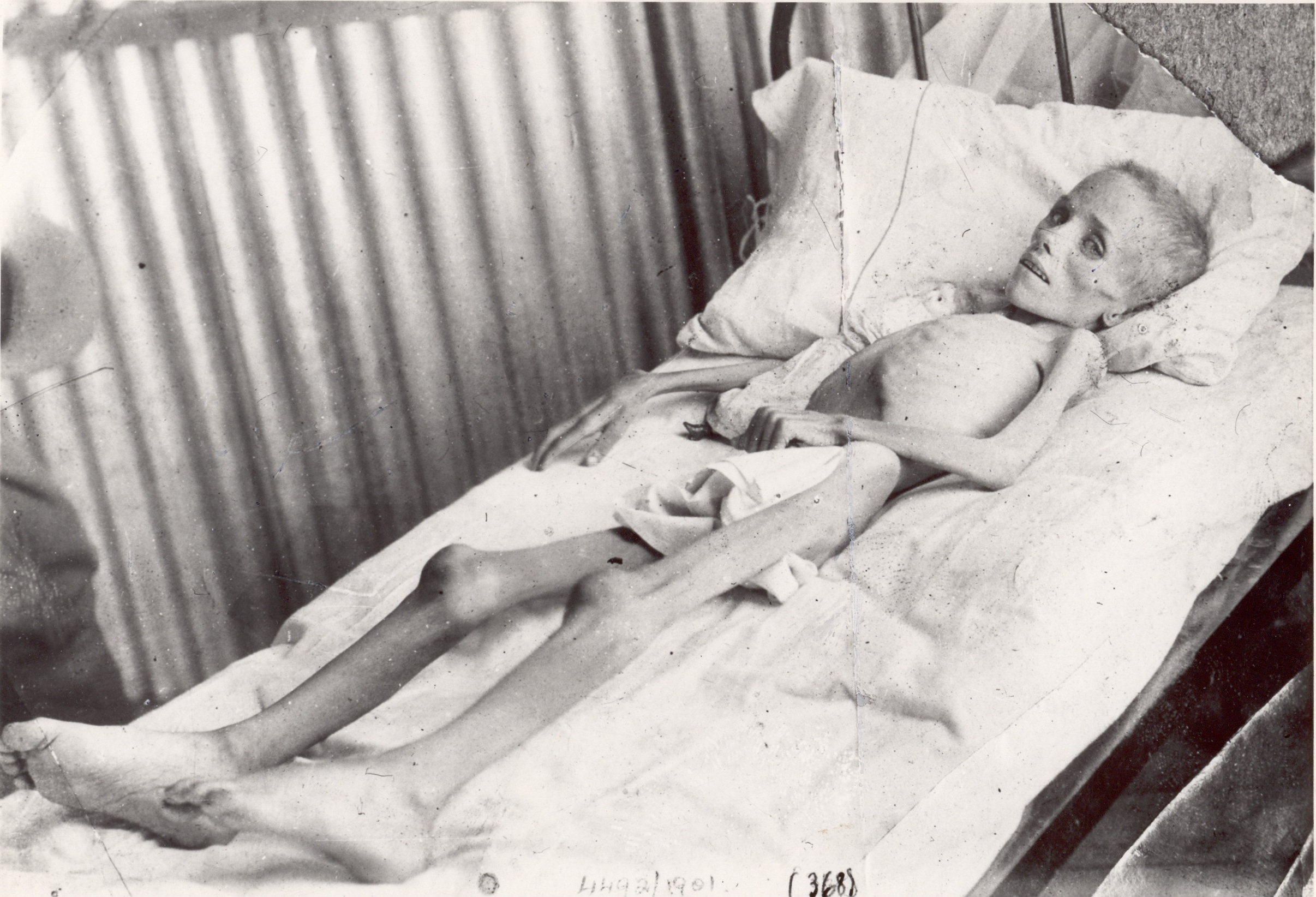
Бурская девочка Лиззи ван Зейл умирает в больнице концлагеря, 1901 год.

Большинство историков считает, что первые концлагеря в современном понимании были созданы лордом Китченером для бурских семей в Южной Африке во время англо-бурской войны 1899—1902 гг. Целью создания «лагерей концентрации» во время англо-бурской войны (именно тогда и появился термин) было лишить бурских партизан-«коммандос» возможности снабжения и поддержки, сконцентрировав фермеров, в основном женщин и детей, в специально отведённых местах, снабжение которых было поставлено крайне плохо. Эти лагеря назывались «Refugee» (место спасения). Целью создания концентрационных лагерей, по официальным заявлениям британского правительства, являлось «обеспечение безопасности мирного населения бурских республик». В описаниях событий той войны бурский генерал Христиан Девет упоминает о концентрационных лагерях: «женщины держали повозки наготове, чтобы в случае приближения врага успеть скрыться и не попасть в так называемые концентрационные лагеря, только что устроенные тогда англичанами за фортификационной линией почти во всех сёлах с приставленными к ним сильными гарнизонами». Мужчин же британцы отправляли как можно дальше от родных земель — в концлагеря на территории Индии, Цейлона и других британских колоний. Всего в концентрационных лагерях британцы содержали 200 тысяч человек, что составляло примерно половину белого населения бурских республик. Из них по меньшей мере 26 тысяч человек погибло от голода и болезней.
К весне 1901 года британские концентрационные лагеря существовали практически на всей оккупированной территории бурских республик — в Барбертоне, Хейдельберге, Йоханнесбурге, Клерксдорпе, Мидделбурге, Почефструме, Стандертоне, Феринихинге, Фолксрюсе, Мафекинге, Айрине и других местах.
В течение только одного года — с января 1901 по январь 1902 года — в концлагерях от голода и болезней умерли около 17 тысяч человек: 2484 взрослых и 14284 ребёнка. Например, в лагере Мафекинг осенью 1901 года погибло около 500 человек, а в лагере в Йоханнесбурге умерли почти 70 % детей в возрасте до восьми лет. При этом, англичане не постеснялись опубликовать официальное извещение о смерти сына бурского команданта Д. Херцога, гласившее: «В Порт-Элизабет умер военнопленный Д. Херцог в возрасте восьми лет».

#### Немецкие концлагеря в Намибии
Немцы впервые применили метод содержания заключённых мужчин, женщин и детей племён гереро и нама в концлагерях в Намибии (Юго-Западной Африке) в 1904 г. для борьбы с повстанцами из племени герреро, что в 1985 году в докладе ООН было отнесено к актам геноцида.

### Первая мировая война

#### Российская империя
На острове Нарген в Каспийском море, близ Баку был расположен крупный лагерь, в котором содержались военнопленные
солдаты и офицеры турецкой (преимущественно) и австро-венгерской армий, а также интернированные граждане российского, персидского и турецкого подданства. В 1915—1916 годах через Нарген прошло около 20 тысяч пленных (с учётом 1917—1918 годов — до 25 тысяч).

#### Османская империя
Концентрационные лагеря для депортированных армян создавались властями Османской империи в 1915 году, на пути следования караванов депортированных армян в Сирию и Месопотамию. Такие лагеря существовали в 1915—1919 гг. в Хаме, Хомсе и под Дамаском (Сирия), а также в районе городов Эль-Баб, Мескене, Ракка, Зиарет, Семга, Рас-ул-Айн и в конечном пункте движения караванов — Дейр-эз-Зоре (Дейр-эз-Зорский лагерь).
В этих лагерях люди содержались под открытым небом, без воды и пищи. Именно голод и эпидемии, по свидетельствам очевидцев, стали причиной высокой смертности, в особенности среди детей. В марте 1916 турецкое правительство решило уничтожить оставшихся в живых депортированных армян. К этому времени в лагерях вдоль Евфрата и в Дейр эз-Зоре оставалось до 200 тыс. человек. В августе 1916 их депортировали в направлении Мосула, где людей уничтожали в пустынях Марате и Сувар; в ряде мест женщин, стариков и детей загоняли в пещеры и сжигали заживо. К концу 1916 лагеря вдоль Евфрата перестали существовать. Оставшиеся в живых в последующие годы обосновались в Киликии, перебрались в страны Европы и Ближнего Востока.
В 1916 году, после осады Эль-Кута, в Месопотамии в турецкий плен попали 11 800 британских солдат, в основном индийцы, многие из них были ослаблены и страдали от голода, 4250 погибли в плену.

#### Германия

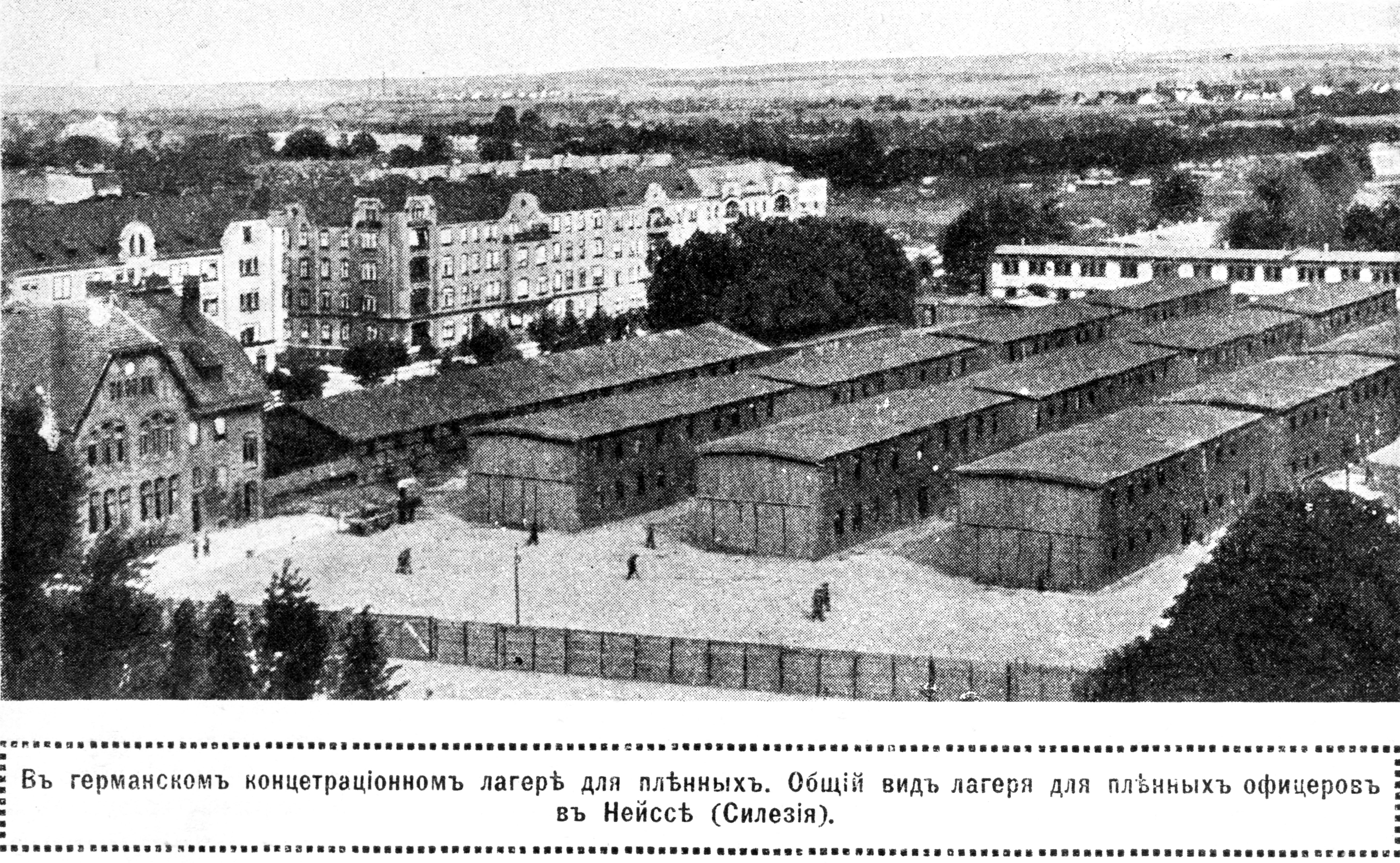
Немецкий концентрационный лагерь Нейссе (Силезия) для пленных офицеров. 1915

Адольф Гитлер в начале февраля 1919 года записывается добровольцем в службу охраны лагеря для военнопленных, находившегося близ Траунштайна неподалёку от австрийской границы. Примерно месяц спустя военнопленных — несколько сотен французских и русских солдат — выпустили, а лагерь вместе с его охраной расформировали.

#### Австро-Венгрия
В начале Первой мировой войны австро-венгерскими властями были созданы концентрационные лагеря, так как тюрьмы оказались переполненными. Основными были лагеря в Талергофе в Штирии и в Терезине в Северной Чехии. С началом войны в Австро-Венгрии была с новой силой развязана борьба с галицкими русофилами среди русинов. Борьба против русинской интеллигенции и крестьян, заподозренных в симпатиях к Российской Империи или просто считающих себя русскими, проводилась и раньше, но с началом войны она обрела массовые масштабы. Русинов стали помещать под стражу, а иногда и расстреливать без суда и следствия.
Несколько тысяч русинов содержались в Терезинской крепости, где их использовали на тяжёлых работах, и затем этапировали в Талергоф. Заключённые в Талергофском лагере находились в ужасных условиях. Так, до зимы 1915 года там не хватало на всех бараков и минимальных санитарных условий, для жилья отводились ангары, сараи и палатки. Узники подвергались издевательствам и побоям. В официальном рапорте фельдмаршала Шлеера (Schleier) от 9 ноября 1914 года сообщалось, что в Талергофе в то время находилось 5700 русинов. Всего через Талергоф с 4 сентября 1914 до 10 мая 1917 прошло не менее 20 тысяч галичан и буковинцев. Только в первые полтора года погибло около 3 тысяч заключённых. Всего же, по некоторым оценкам, во время Первой мировой войны было уничтожено не меньше 60 тысяч русинов.
Кроме всего прочего интернированию в Талергоф были подвергнуты граждане стран Антанты, на момент объявления войны находившиеся на австрийской территории (туристы, студенты, коммерсанты и т. д.).
Заключению в концентрационные лагеря подвергались также сербы. Так, именно в Терезинской крепости содержался Гаврило Принцип. Сербское гражданское население находилось в концлагерях Добож (46 тысяч), Арад, Нежидер, Дьор.

#### Канада
Канадские власти во время начала Первой Мировой войны создали 24 лагеря, где размещались интернированные люди. Они, в основном находились вдали от городов, например в Скалистых горах. Канадское правительство с самого начала приняло ряд указов, включая ограничения некоторых гражданских свобод. Канадским властям было предоставлено право арестовать, задерживать, исключать, депортировать, контролировать или захватывать всех лиц и имущество, которые считаются потенциальной угрозой для Канады. Гаагская конвенция, подписанная в 1907 году, гарантировала права военнопленных, которые содержались в лагерях. Правила Конвенции не всегда или полностью соблюдались Канадой во время Первой мировой войны. Конвенция проводила различие между военнопленными и гражданскими лицами, но канадские власти в значительной степени игнорировали это разграничение.
Большинство интернированных были гражданами Австро-Венгрии. Поскольку Канада находилась в состоянии войны с этой страной, её граждане рассматривались как потенциальные шпионы. Другие интернированные были немецкими жителями Канады. В лагерях, которые были переведены из Англии, были также некоторые немецкие военнопленные. В Канаде не было турецких военнопленных. Всего через эти концлагеря прошло 115 тыс. человек. В основном это были украинцы-галичане, буковинцы и закарпатские русины.

### Территория бывшей Российской империи (1917—1923)

#### Лагеря различных противоборствующих сил в период Гражданской войны
В ходе Гражданской войны в России все противоборствующие стороны создавали концентрационные лагеря для изоляции своих противников.

##### Лагеря, созданные иностранными интервентами

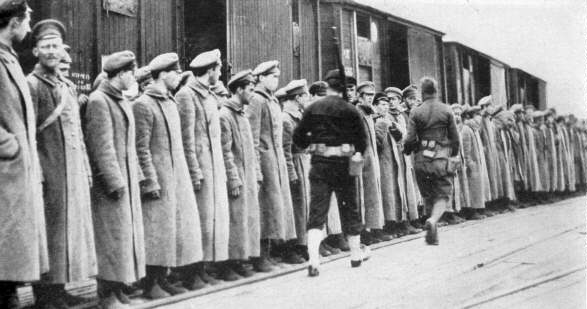
Пленные красноармейцы под присмотром американских военных, Архангельск.

- Мудьюгский концентрационный лагерь

Из концлагерей, устроенных иностранными интервентами, известен концлагерь на острове Мудьюг под Архангельском, сначала имевший статус лагеря для военнопленных (хотя заключали в него всех, заподозренных в большевизме), затем — ссыльно-каторжной тюрьмы. Из-за этого Мудьюг получил прозвание «остров смерти».
- Йоканьгская тюрьма

Лагерь для политических заключённых, созданный интервентами на северо-востоке Мурманской области вблизи села Йоканьга (нынешний Островной) и существовавший с сентября 1919 года по февраль 1920 года.

##### Лагеря, созданные прочими силами

###### Грузия
Властями Грузинской Демократической Республики 16 декабря 1918 года все жившие в Грузии армяне мужского пола от 18 до 45 лет были объявлены военнопленными и помещены в концентрационный лагерь под Кутаисом.

##### Лагеря, созданные большевиками в РСФСР
Большевики обычно создавали лагеря на месте освободившихся после обмена военнопленными лагерей 1-й мировой войны.
23 июля 1918 года Петроградский комитет РКП(б), приняв решение о красном терроре, постановил в частности взятие заложников и «устройство трудовых (концентрационных) лагерей». В августе того же года начали создаваться концентрационные лагеря в разных городах России. Сохранилась августовская (1918) телеграмма Ленина в Пензенский Губисполком: «Необходимо организовать усиленную охрану из отборно надёжных людей, провести беспощадный массовый террор против кулаков, попов и белогвардейцев; сомнительных запереть в концентрационный лагерь вне города». Часть лагерей 1918—1919 гг. просуществовали не более нескольких недель, другие превратились в стационарные и функционировали несколько месяцев и лет; по утверждению ряда историков, некоторые из них — в радикально реорганизованном виде — существуют по сей день в качестве легальных мест заключения. Тем не менее, полный список ленинских лагерей никогда не был опубликован, а возможно, и не был составлен. Данные о численности как первых советских лагерей, так и интернированных в них лиц тоже остаются неизвестными — главным образом из-за того, что их создание в ряде случаев было импровизированным и не фиксировалось в документах.
14 апреля 1919 года опубликован Декрет ВЦИК Советов № 124 «О лагерях принудительных работ».
17 мая 1919 года опубликовано постановление ВЦИК Советов «О лагерях принудительных работ», предполагавшее создание минимум одного лагеря на 300 человек при каждом губернском городе. К концу 1919 года действовал уже 21 стационарный лагерь.
Заключение в лагерь было наказанием более мягким по сравнению с тюремным: в частности, указанным постановлением от 17 мая 1919 г. заключённым, проявившим трудолюбие, разрешалось «жить на частных квартирах и являться в лагерь для исполнения назначаемых работ». Как правило, применяли заключение в концентрационный лагерь не за конкретную «вину» перед новой властью, а по тому же принципу, по которому в годы 1-й мировой войны интернировали лиц, не являвшихся военнопленными, а просто бывших гражданами враждебного государства, имевших родственников за линией фронта и т. п., — то есть к лицам, потенциально опасным из-за своих родственных и иных связей. В годы Гражданской войны нередко применялась такая мера, как заключение в концентрационный лагерь не на определённый срок, а «до окончания гражданской войны».
К концу 1921 года в РСФСР было уже 122 лагеря. При этом в 117 лагерях НКВД находилось 60 457 заключённых, в лагерях ВЧК более 25 000 — итого около 100 000.
Осенью 1923 года было 315 лагерей, из которых один из самых известных — созданный в том году СЛОН (Соловецкий лагерь особого назначения) — послужил основой возникшей впоследствии системы трудовых лагерей ГУЛАГа.
В довоенном СССР концлагерями могли называть места лишения свободы для уголовников. Например, в расписании пригородных поездов Ленинграда 1935 года издания были напечатаны правила для пассажиров, п.10 которых гласил: «Посторонние лица, пользующиеся вагонными ключами для проникновения в запертые вагоны, купэ и отделения, подвергаются заключению в концлагерь до 3 лет».

### Польша
В результате польско-советской войны 1919—1920-х годов десятки тысяч солдат Красной армии попали в плен. Они были сконцентрированы в лагерях, самыми известными из которых стали: Стшалков, Вадовице, Тухоль, Щипёрно, Домбе, Брест-Литовск. Многие из военнопленных погибли в результате голода и издевательств польской охраны, а также от болезней. Данные как об общем количестве пленных красноармейцев, так и об умерших в лагерях противоречивы.
Также при режиме «санации» в 1934 г. был создан концлагерь в Берёзе-Картузской для внесудебного заключения политических заключённых.

### Концентрационные лагеря нацистской Германии

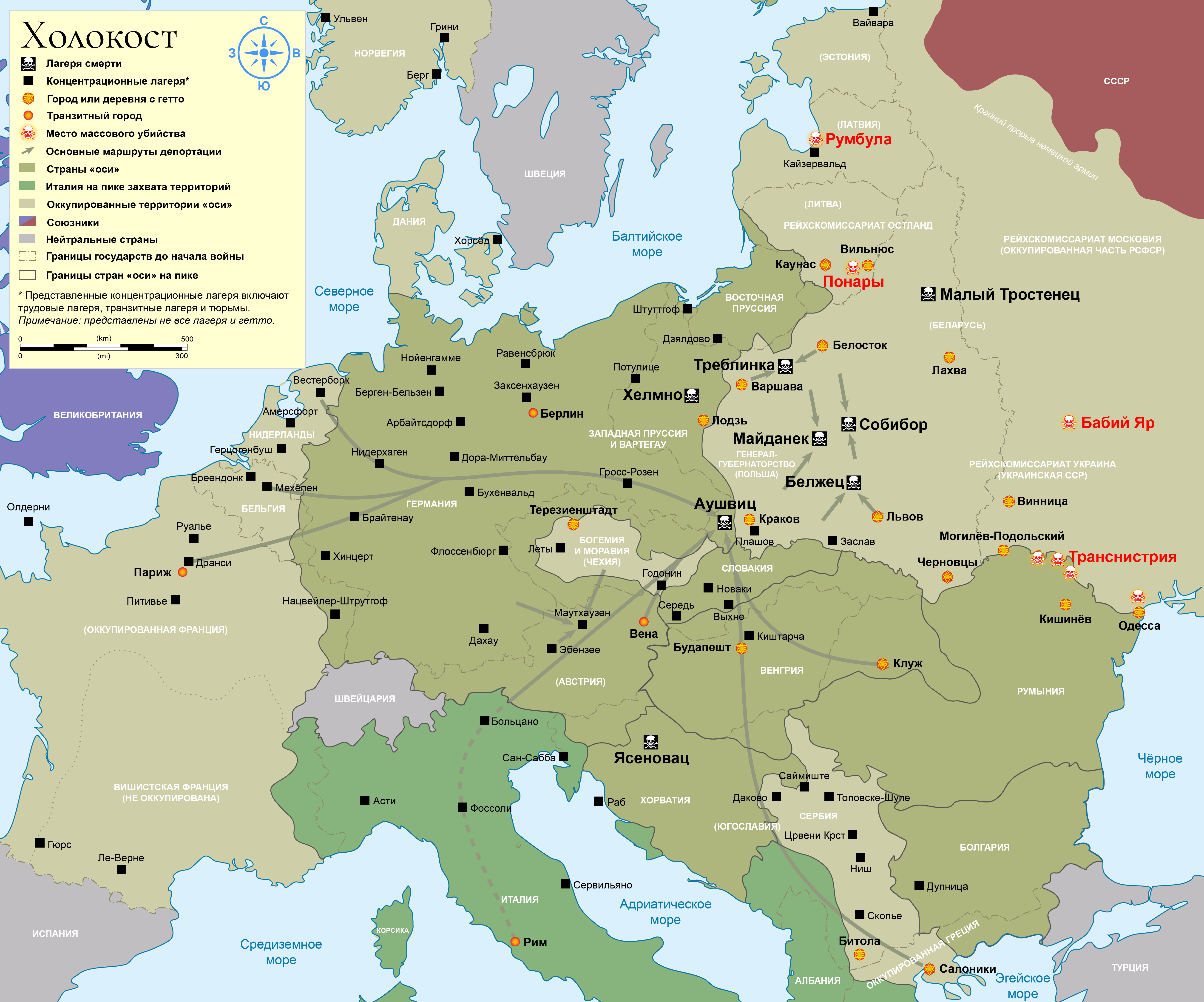
Концентрационные лагеря и лагеря смерти нацистской Германии в Европе во время Второй мировой войны

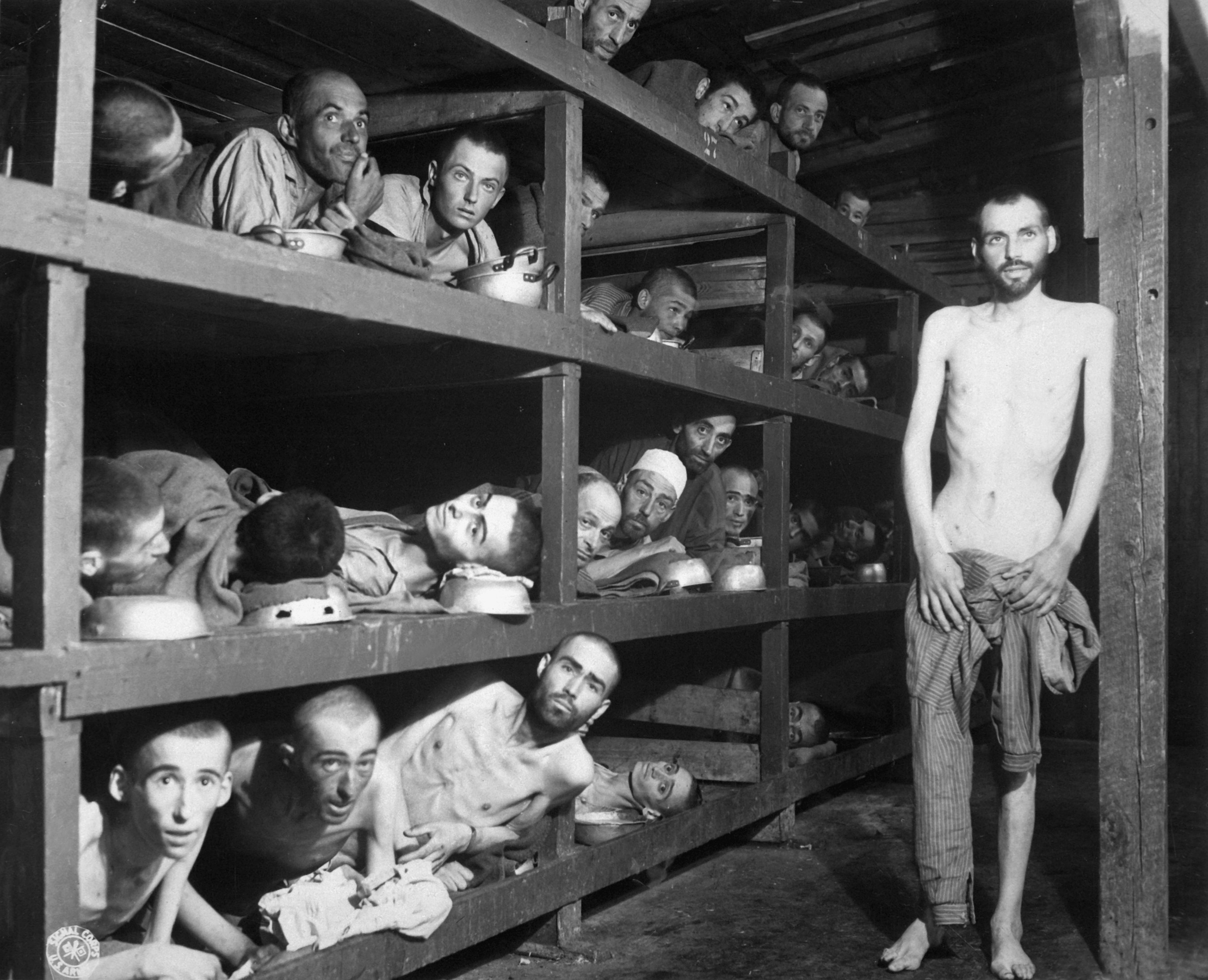
Узники Бухенвальда. Во втором ряду, седьмой слева — Эли Визель.

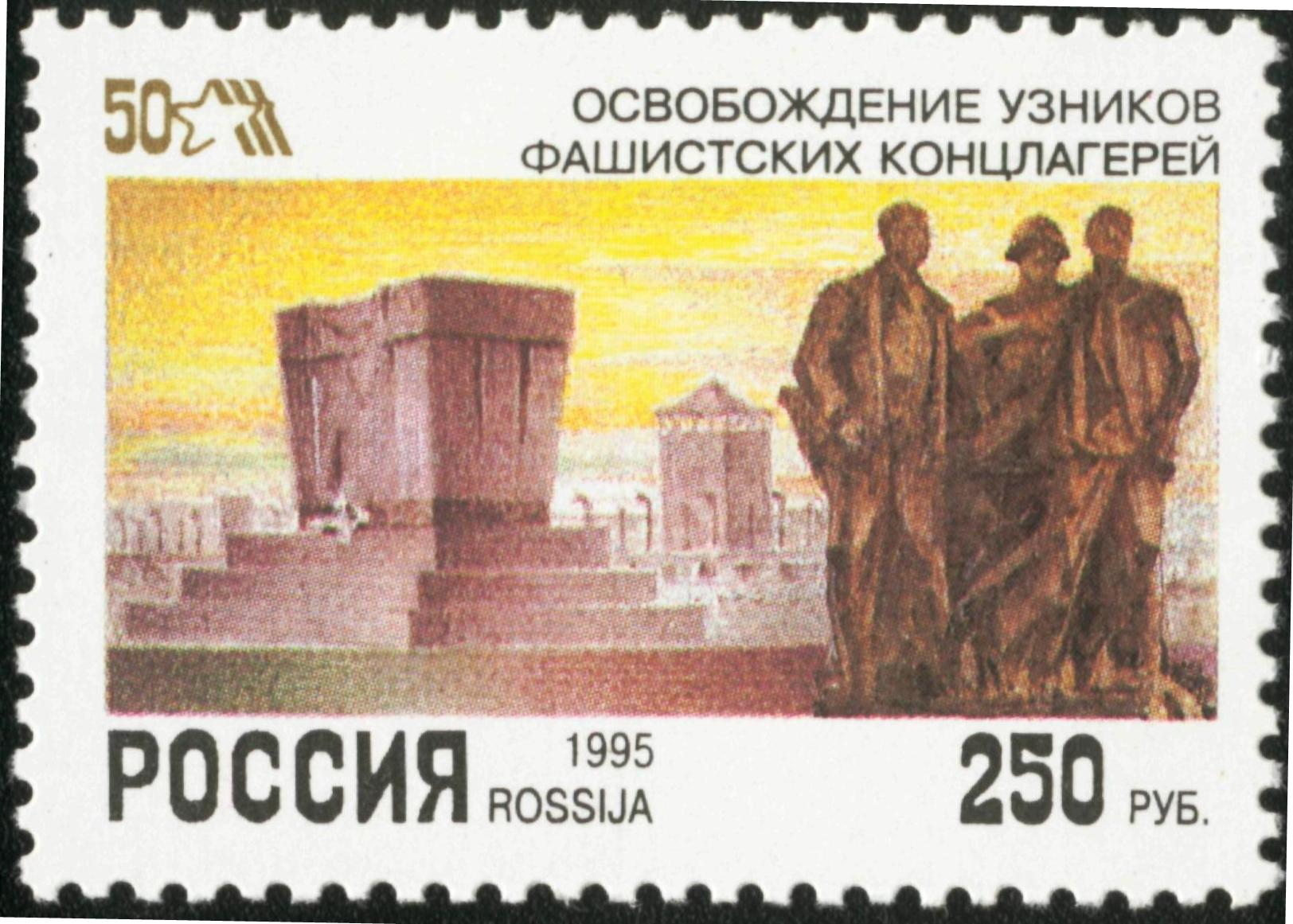
Марка России, посвящённая освобождению узников фашистских концлагерей. 1995

Первый концентрационный лагерь для политических заключённых в Германии был создан почти сразу после прихода к власти Гитлера, в 1933 г. Он располагался на окраине городка Дахау (близ Мюнхена).
В 1936 году около Берлина был создан концентрационный лагерь Заксенхаузен.
В 1937 году неподалёку от Веймара был построен концлагерь Бухенвальд. Концлагерь Бухенвальд всемирно известен надписью над входом «Jedem das Seine» (каждому своё).
В 1938 году после «Хрустальной ночи» в концентрационные лагеря начали направлять евреев Германии только в связи с их национальностью.
По приказу Генриха Гиммлера от 27 апреля 1940 года в оккупированной Польше был создан концлагерь Освенцим. 14 июня 1940 года туда привезли первый эшелон — 728 поляков.
На оккупированной территории Польши, Чехии, СССР и других восточноевропейских стран существовали также лагеря Майданек, Собибор, Треблинка, Рава-Русская, Яновский концлагерь в Львовской области, концентрационный лагерь в Славуте, Саласпилс и многие другие.
Правительством ФРГ официально признаны следующие концентрационные лагеря (1939—1945 гг.) (которых в реальности было намного больше, свыше 42 тысяч разного рода лагерей и гетто):
1. Амерсфорт (нем. Durchgangslager Amersfoort)
2. Арбайтсдорф (Германия)
3. Аушвиц/Освенцим/Биркенау (Освенцим, Польша)
4. концентрационный лагерь Баница (нем. KZ Banjica)
5. лагерь «Белжец» (польск. Bełżec)
6. Берген-Бельзен (Германия)
7. Берлин-Марцан (нем. Berlin-Marzahn)
8. Богдановка
9. концентрационный лагерь в Больцано (Бозене)
10. Брайтенау (нем. Breitenau)
11. Бретвет
12. Бухенвальд (Германия)
13. Варшава (Польша)
14. Герцогенбуш (Нидерланды)
15. Гросс-Розен (Германия)
16. Дахау (Германия)
17. лагерь «Дранси» (фр. Drancy)
18. Заксенхаузен (Германия)
19. Кауен (Каунас, Литва)
20. Майданек (Люблин, Польша)
21. Малый Тростенец (пригород Минска (Белоруссия))
22. Маутхаузен (Австрия)
23. Миттельбау-Дора (Германия)
24. Нацвейлер-Штрутгоф (Франция)
25. Нейенгамме (Германия)
26. Нидерхаген-Вевельсбург (Германия)
27. Саласпилс (Саласпилс, Латвия)
28. Плашов (польск. Płaszów, Краков, Польша)
29. Равенсбрюк (Германия)
30. Рига-Кайзервальд (Латвия)
31. Собибор (Собибур, Польша)
32. Сырецкий концентрационный лагерь (Киев)
33. Терезиенштадт (нем. Theresienstadt)
34. Треблинка (Треблинка, Польша)
35. Файфара/Вайвара (Эстония)
36. Флоссенбург (Германия)
37. Фонтевро — лагерь для пленных французских партизан (Франция)
38. Хаммельбург
39. Штуттгоф (пригород Гданьска Штутово, Польша[23])

В 1942 году для «окончательного решения еврейского вопроса» в Польше были созданы специализированные лагеря смерти.
11 апреля объявлен ООН Международным днём освобождения узников нацистских концентрационных лагерей.

### Финляндия
После окончания гражданской войны 1918 около 70 тысяч «красных финнов» получили приговоры и были заключены в концентрационные лагеря. К концу года в заключении оставалось 6100 человек. Смертных приговоров было вынесено 555, исполнено 113.

Советские дети-узники 6-го финского концлагеря в Петрозаводске. Июнь 1944 года

Во время Второй мировой войны финская армия оккупировала Восточную (российскую) Карелию, где были созданы концентрационные лагеря для советских военнопленных и граждан славянского происхождения. 8 июля 1941 года генеральный штаб издал приказ о интернировании лиц «непонятной» национальности, то есть не родственной финно-уграм. В 1943 лагеря называют уже только как лагеря перемещённых лиц, чтобы подчеркнуть, например ради западной прессы, образ, отличный от нацистских лагерей уничтожения. Первый лагерь был основан 24 октября 1941 г. в Петрозаводске. Туда сразу собрали около 10 000 лиц «непонятной» национальности из жителей города.
Численность заключённых в финских концентрационных лагерях:
- 13 400 — 31 декабря, 1941
- 21 984 — 1 июля, 1942
- 15 241 — 1 января, 1943
- 14 917 — 1 января, 1944

Всего на территории восточной Карелии действовало 13 финских концентрационных лагерей, через которые прошло 30 тысяч человек из числа военнопленных и гражданского населения. Около трети из них погибло.
Основной причиной смерти было скудное питание. В лагерях применялись телесные наказания (розги) и нанесение идентификационных татуировок.
В настоящее время правительство Финляндии не выплачивает компенсации бывшим заключённым лагерей.
Бывшие узники финских концлагерей уже дважды получали компенсацию — в 1994 и 1999 годах. Оба раза — от правительства Германии наряду с заключёнными немецко-фашистских лагерей. Суммы зависели от того, сколько времени люди провели за колючей проволокой. В 1994-м размер компенсации составлял примерно 1200—1300 немецких марок, в 1998 году — 350—400 немецких марок. Но при выдаче третьей компенсации, самой значительной (до 5,7 тыс. евро), те, кто находился не в немецких, а в финских лагерях, оказались обделены.
Клавдия Нюппиева напоминает в интервью, что Германия заплатила «своим» более чем двумстам тысячам узникам лагерей по 7500 евро. «Мы хотели обратиться в Европейский суд по правам человека, но потом решили, ну да ладно. Мы уже свыклись с мыслью, что Финляндия компенсаций не выплатит», — сказала Клавдия Нюппиева и завершила интервью предположением, что их организация нынче не в особом фаворе у руководства республики, так как их больше не приглашают совместно с представителями других общественных организаций на встречи с главой правительства Карелии.

### Хорватия
В августе 1941 года была создана система концентрационных лагерей Ясеновац на территории Независимого государства Хорватия, активно сотрудничавшего с нацистской Германией, в 60 километрах от Загреба, в районе городка Ясеновац.
К востоку от Ясеновца находился лагерь № 1 — у сёл Брочицы и Крапье, его филиал в бывшей тюрьме в Старой Градишке; лагерь № 2 — на берегах Савы и Струги, около 3 километров к северо-западу от Ясеновца; лагерь № 3 — на бывшем кирпичном заводе Озрена Бачича, в устье Лони, в трёх километрах вниз по течению от Ясеновца.
В системе лагерей Ясеновац от голода, эпидемий, тяжёлой работы и в результате прямого уничтожения погибло от 300 до 600 тысяч человек, из них почти 20 тысяч — дети.
Большинство жертв были сербами и евреями.

### Италия
На оккупированной итальянскими войсками территории Югославии для словенцев и хорватов, подозреваемых в связи с югославскими партизанами, был создан концлагерь на острове Раб. Туда также направляли евреев, которые содержались в относительно приемлемых условиях.

### США

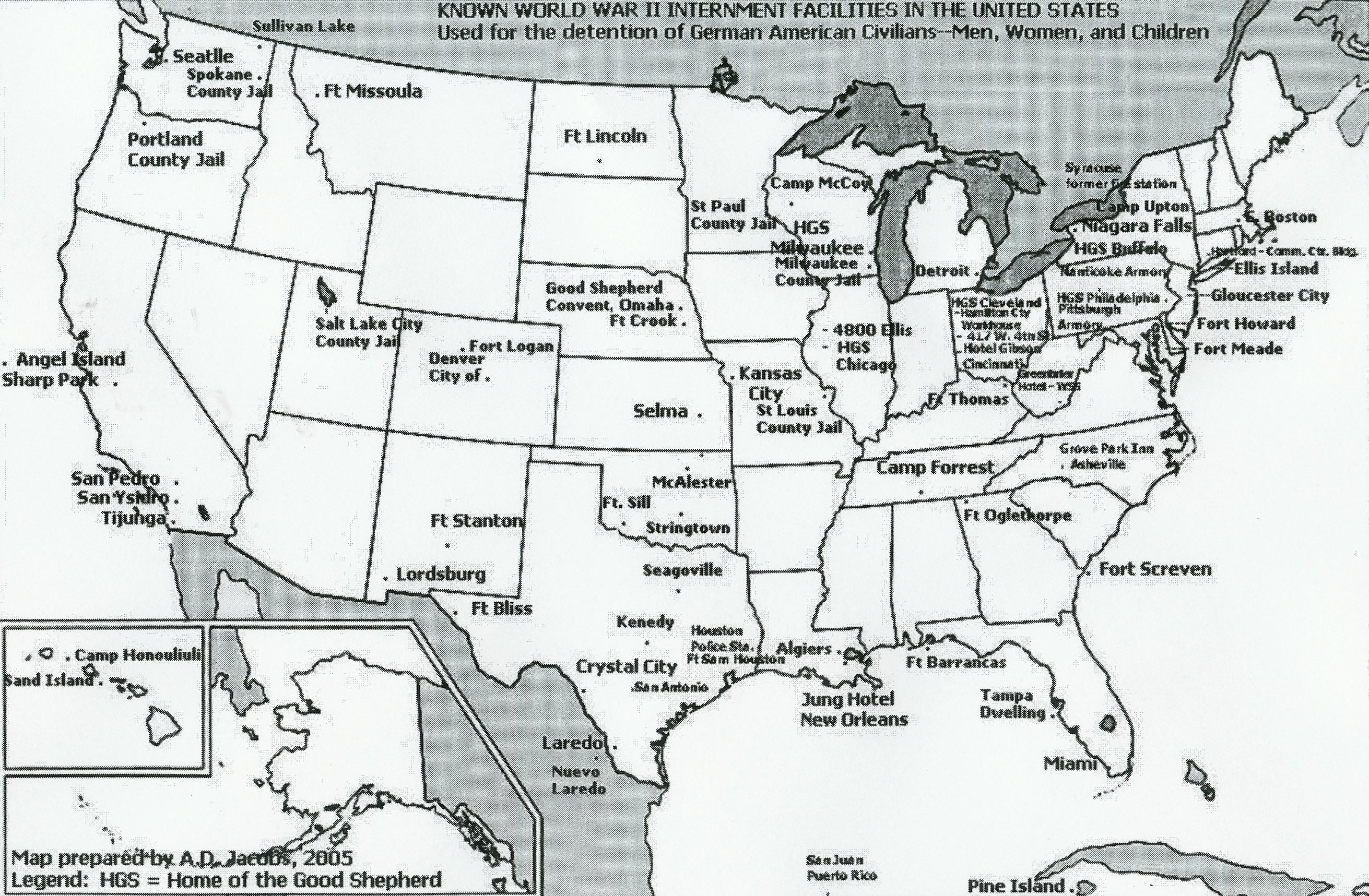
Карта США, показывающая местонахождения лагерей для интернированных, где во время Второй мировой войны содержались американские немцы

Когда после неожиданного нападения Японии на Перл Харбор США вступили в войну, около 5 тысяч американских японцев служили в военных частях, и абсолютное большинство были дисквалифицированы, несмотря на их американское гражданство. Донесения секретной разведки о существующей подпольной организации, занимающейся шпионажем для Японии, состоящей из иммигрантов и их потомков в первом и втором поколениях, послужили причиной продолжившегося расследования, уже с обыском предприятий и вторжением в частные дома. В итоге военный министр убедил президента Франклина Рузвельта принять меры против этнических японцев, проживающих в Соединённых Штатах.
19 февраля 1942 года президент подписал приказ номер 9066, по которому 120 тысяч американцев японского происхождения, как являвшихся, так и не являвшихся гражданами США, живших на расстоянии менее 200 миль от Тихоокеанского побережья, должны были быть переселены в специальные лагеря, где они содержались до 1945 года.

### СССР

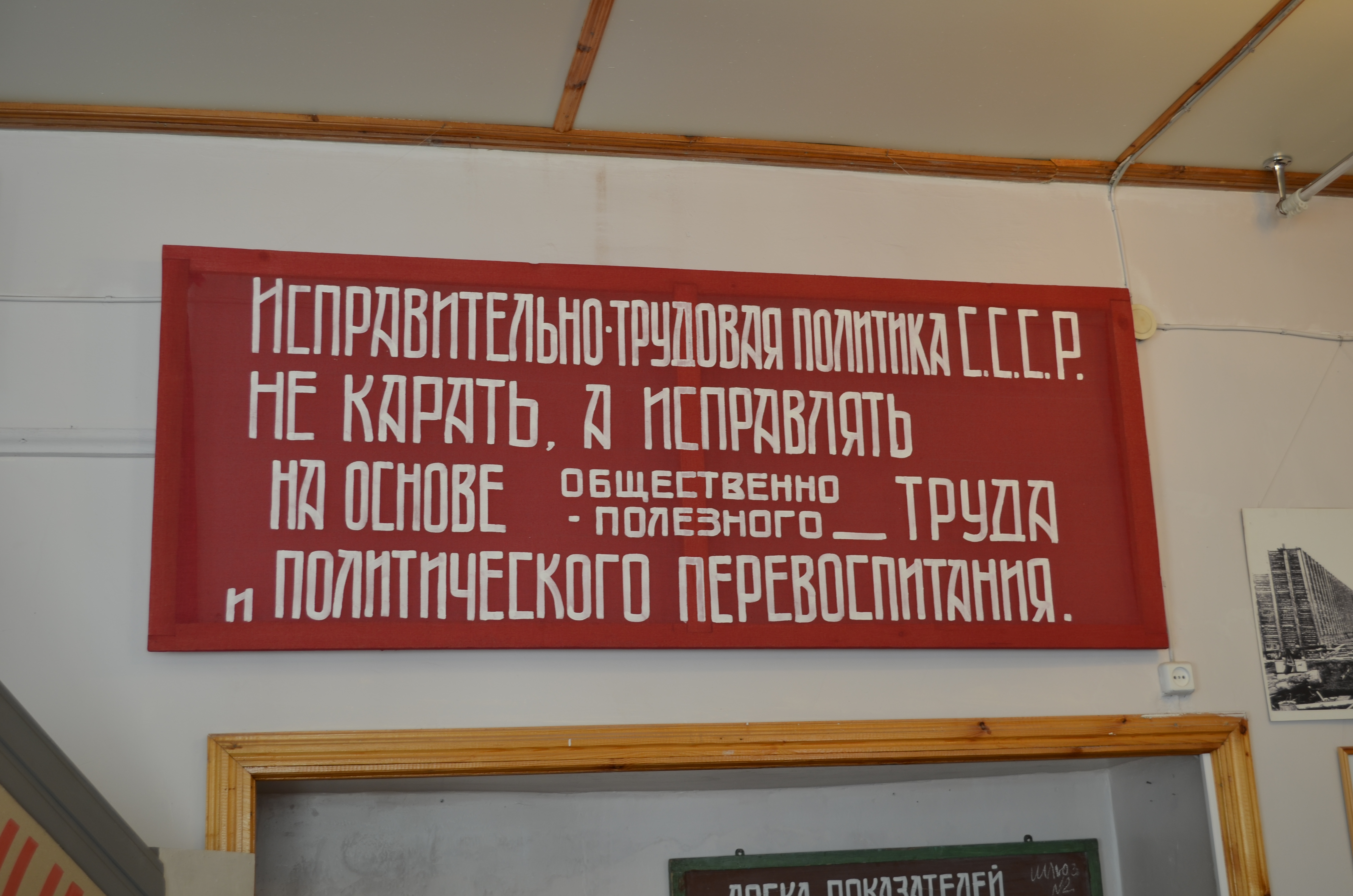
«Не карать, а исправлять» — вывеска в Медвежьегорском лагере

В документации для служебного пользования советские лагеря для заключённых сталинского периода именовались концлагерями, но в советской открытой печати использовать эту фразу было строго запрещено, за употребление рядовым населением формулировки «концлагерь» (по отношению к лагерям ГУЛАГа) — грозило тюремное заключение по 58-й статье, поскольку это расценивалось как «злобная клевета на советскую действительность». Для своего населения и для иностранцев советская пропаганда постоянно твердила, что в СССР существуют только «исправительно-трудовые» лагеря, где заключённые «перевоспитываются» трудом, а советских концлагерей на самом деле не существует — это «выдумка буржуазной пропаганды».

### СФРЮ
В СФРЮ в 1949—1956 годах, политические заключённые (в частности, сталинисты, в годы обострённых отношений между СФРЮ и СССР) заключались в трудовой лагерь на Голом острове.

### Португалия
С 1936 по 1974, в период «Нового государства» противники режима Антониу Ди Салазара ссылались в концлагерь Таррафал, находившийся в Кабо-Верде.

### Чехословакия

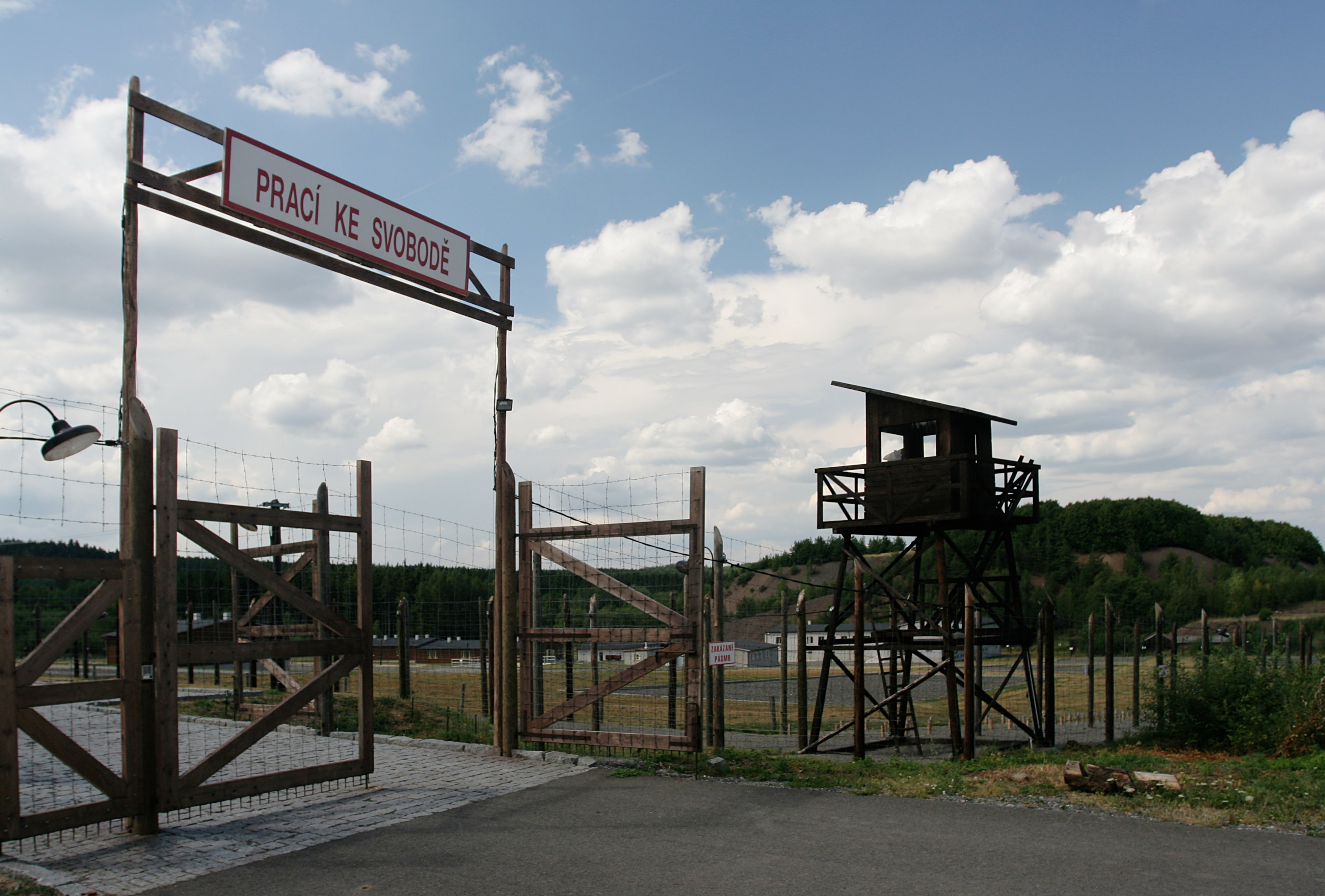
«Труд — освободит» над КПП чехословацкого концлагеря Война-Лешетице

Фактически, концлагеря в ЧССР существовали с окончания Второй мировой войны в 1945 году. В 1949—1954 годах чехословацкие концлагеря официально назывались «карательными лагерями», «тюремными лагерями» или «рабочими бригадами заключенных», а с 1954 года — «исправительно-трудовыми лагерями» как их советские аналоги. Поскольку рабочей силы на урановых рудниках в чехословацких концлагерях не хватало, а пополнять лагерное население такими темпами как это делалось в СССР было некем, с 1949 года сюда стали массово завозить заключённых из Советского Союза.

### Чили
В 1973 году после военного переворота в Чили был создан ряд концентрационных лагерей для политических заключённых, наиболее известным из которых является концлагерь, созданный на стадионе в Сантьяго. На стадионе «Чили», также превращённом в концлагерь, в частности, был убит певец Виктор Хара.

### Места внесудебного содержания, созданные США во время «войны с террором»
В контексте «войны с террором» в 2002 г. для внесудебного содержания задержанных в ходе военной операции в Афганистане и в других странах иностранных граждан, подозреваемых в связях с «Аль-каидой», властями США был создан концентрационный лагерь на территории военной базы Гуантанамо на Кубе. До 2006 г. для той же цели также существовало неизвестное количество секретных тюрем ЦРУ на территориях разных стран мира, в том числе стран ЕС.

## Современность

### Концентрационные лагеря в КНДР
Согласно сообщениям различных источников, в Северной Корее существует сеть концентрационных лагерей, в которых содержатся заключённые — как уголовные, так и политические. Правительство КНДР категорически отвергает такие сообщения, называя их фабрикацией, подготовленной «южнокорейскими марионетками» и «правыми японскими реакционерами».
Комитет по правам человека ООН и правозащитные организации считают, что на 2013 год в этих лагерях содержится около 200 тысяч заключённых. Они отмечают крайне жестокие и бесчеловечные условия в этих лагерях: острую нехватку продовольствия, практическое отсутствие медицинской помощи, надлежащего жилья и одежды, рабский труд, жестокое обращение и пытки со стороны охранников, изнасилования и казни заключённых. 11 марта 2013 года спецпредставитель ООН Марзуки Дарусман (Marzuki Darusman) представил доклад о ситуации с правами человека в КНДР. 17 февраля 2014 года ООН опубликовала официальный доклад, посвящённый нарушениям прав человека в КНДР. Согласно докладу в 4-х больших лагерях содержится от 80 до 120 тысяч человек. Авторы доклада объёмом около 400 страниц обвинили власти и лично Ким Чен Ына в «невыразимых зверствах» в отношении заключённых.

### Концентрационные лагеря в КНР
Так называемые лагеря перевоспитания в КНР — это учреждения для содержания интернированных в Синьцзян-Уйгурском автономном районе Китайской Народной Республики, о которых стало известно с 2014 года.
После того, как в августе 2016 года первым секретарём СУАР стал известный своей жёсткой политикой Чэнь Цюаньго, использование «лагерей перевоспитания» значительно возросло. Эти лагеря находятся вне правовых рамок, многие заключённые содержатся в них без решения суда, предъявления обвинений, без установленного ограничения срока пребывания. Большую часть из сотен тысяч находящихся в «лагерях перевоспитания» людей составляют уйгуры, а также исповедующие ислам представители проживающих в Китае этнических меньшинств, заявленной целью создания «лагерей перевоспитания» является «борьба с экстремизмом и терроризмом».
По разным оценкам, в «лагерях перевоспитания» власти Китая могут содержать от сотен тысяч до миллионов проживающих в Китае уйгуров, казахов, киргизов, мусульман-хуэй, прочих исповедующих ислам тюрок, христиан, а также граждан иностранных государств, в частности Казахстана. Член комитета ООН по ликвидации расовой дискриминации Гей Макдугалл выразила обеспокоенность сообщениями о лагерях.
В 2018 году в Дабаньчэн был открыт один из крупнейших «Лагерей перевоспитания в Синьцзяне» предназначенных для принудительного содержания без суда, следствия и ограничения срока пребывания мусульман граждан Китая. По оценкам специалистов там без суда и следствия содержатся от 11 000 до 130 000 узников

### На оккупированных Россией территориях Украины
В ходе полномасштабного вторжения России на Украину начатого в феврале 2022 года ВС РФ создали на оккупированных территориях систему «фильтрационных лагерей» которые ряд исследователей из за нечеловеческого отношения к украинцам и многочисленных случаев нарушения прав человека, в частности из за пыток, психических и физических увечий нанесенных российскими военными по отношению к гражданским, ставят в один ряд с лагерями нацистской Германии и сталинского ГУЛАГа, а статью российского политтехнолога Тимофея Сергейцева «Что Россия должна сделать с Украиной» американский историк Тимоти Снайдер назвал «русским пособием по геноциду». На сегодняшний день известно о существовании 21 лагеря такого типа, известны адреса и местонахождение некоторых в Донецкой области : в городе Амвросиевка, в селе Безыменное, в г. Докучаевске, г. Новоазовске, селе Старобешево, пгт Мангуш, и в селах Никольское и Бугас.